# 一硼化铁
一硼化铁是一种无机化合物，化学式为FeB，它是难溶于水的灰色粉末，它比Fe2B更坚硬，但受冲击时易碎。

## 制备
一硼化铁可由铁的硼化反应得到：
Fe + B → FeB
硼还原α-氧化铁也有FeB生成。
硼氢化锂在二乙二醇二丁基醚中还原溴化亚铁也能制得FeB。

## 性质
一硼化铁是一种软铁磁化合物，在〜325°C（617°F）以上时变为顺磁性。其粉末在空气中于300 °C以上和氧反应，块状固体的稳定性更高一些。
一硼化铁的硬度很高（15-22 GPa，维氏压痕测试），但由于其易碎性及容易从中剥离的性质并不适合用于硼化钢。